# Mazda Spiano
O Spiano é um kei car fabricado pela Mazda.